# Период Башни Давида
«Период Башни Давида» — период в израильское искусстве 1920-х годов. Название — отсылка к иерусалимской Башне Давида, в помещении которой проводились выставки тех лет. Этот период характеризовался художественными произведениями противоречивых стилей:
- стиль Бецалель (декоративные мотивы и влияние ars nova, но не в музыке, а в изобразительном искусстве)
- модернизм молодых художников Земли Израиля.

## Предыстория: Земля Израиля в начале XX века

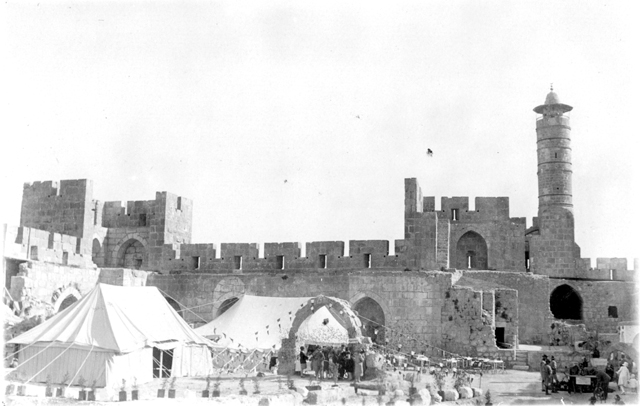
Башня Давида в конце 1920-х годов.

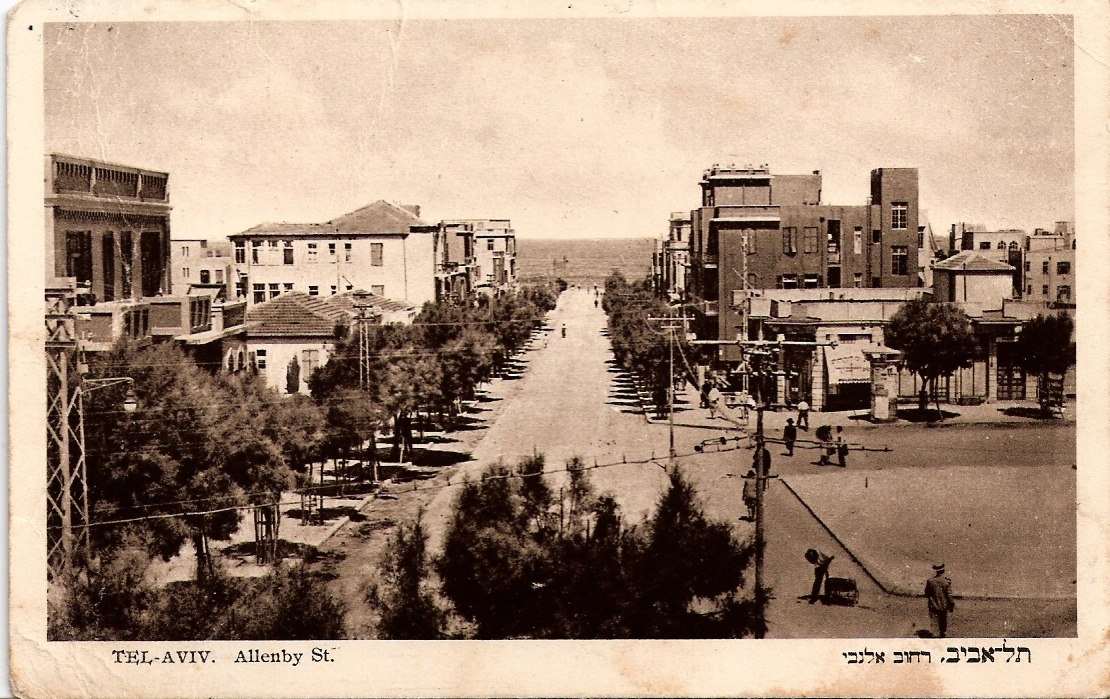
Тель-Авив в 1920-е годы.

Разнообразие стилей в Земле Израиля в «период Башни Давида» отражает историческое и решающее разделение в истории еврейского народа.
Задачей первой волны эмигрантов (Первой алии, 1881 год), как и их предшественников (Старый ишув), было заселение Святой Земли и осуществление в ней эмоционального и духовного пробуждения. Новые волны иммигрантов хотели принести на Святую Землю свою идентичность.
С начала XX века эмигранты Второй алии работали над изменением статуса и положения еврейской общины в Земле Израиля. В результате событий Первой мировой войны 1914 года, российской революции 1917 года, распада Османской и Австро-Венгерской империй— установился новый мировой порядок.
В Земле Израиля произошли большие перемены:
- утвердилось британское подмандатное правительство
- была принята Декларации Бальфура (1917), которой британцы фактически выразили поддержку провозглашения будущего еврейского суверенитета
- с другой стороны британцы распустили Еврейский легион, издали Белую книгу, препятствующую эмиграции евреев в Палестину.

Это нашло отражение в противоположных явлениях:
- религиозность, традиционализм, национализм
- модернизм, либерализм и коммунизм.

Различные художественные направления отразили эти явления.
Эмигранты Третьей алии (1918—1923) были проникнуты широкомасштабным революционным духом, так как были выходцами из Восточной Европы, они были молоды и верили в сионизм во всех его разновидностях. Их было 35 000, а жителей ишува 55 000. Они принесли широкий спектр новых идей, но были вовлечены в тяжёлую сионистскую работу (строительство дорог, возведение зданий), претерпевали значительные страдания, бедность, голод, болезни.

## Выставка «Башня Давида»: «Первая культурная война» в израильском искусстве
Открытие выставок в Башне Давида в апреле 1921 года выразило стремление создать центр искусства в Земле Израиля. При этом искусство мусульманских и христианских жителей было представлено преимущественно в историко-археологическом контексте.
Молодые еврейские художники черпали вдохновение не только из еврейского исторического прошлого, но и из европейского модернизма.
Выразителями этих веяний стало «Объединения еврейских художников», пытавшихся развивать «еврейскую этику». Эта группа, большинство из которых были учениками «Бецалеля», организовала выставки в Башне Давида. За пределами этой выставки проходили выставки, на которых художники представляли работы в стиле постимпрессионизм и экспрессионизм.

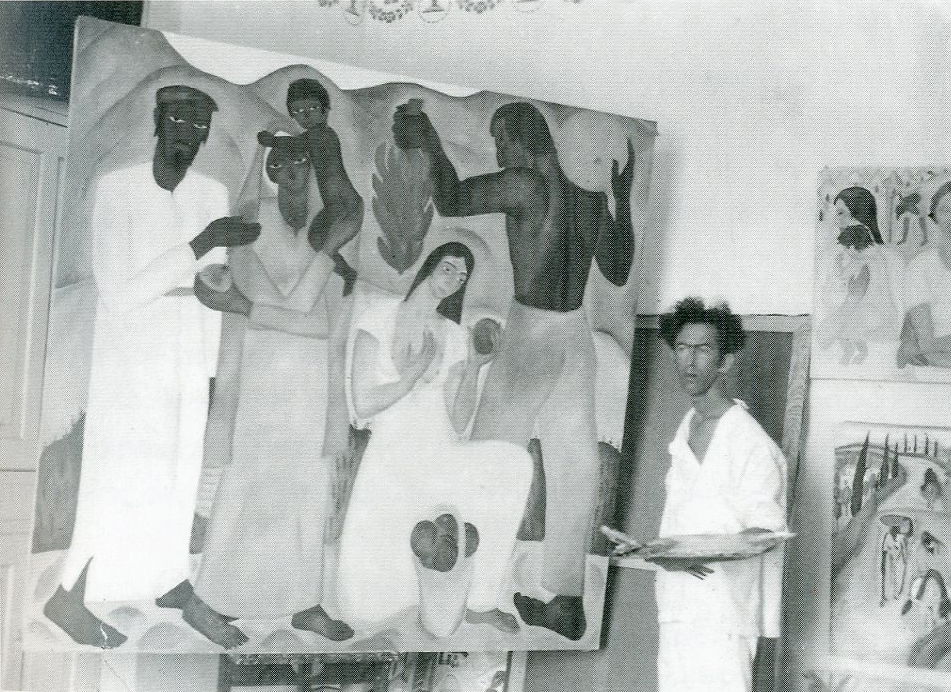
Реувен Рубин пишет «Плоды земли» (центральная панель из триптиха «Первые плоды»), 1923 год)

Одной из самых важных выставок в Башне Давида была выставка работ Реувена Рубина (1924), продемонстрировавшая переход от христианской традиции к символике Земли Израиля. Среди работ, обративших внимание, был триптих «Первые плоды» (1924), получивший восторженные отзывы поэта Хаима Бялика, философа Самуэля Бергмана и других. Однако модернизм Рубина не разделялся всем населением. Альбом гравюр на дереве «Искатели богов (1923)», который он отправил Верховному комиссару, был отклонен.
Художники школы «Бецалель» продолжали чтить ценности классицизма, модерна и восточноевропейского реализма. Произведения художников «Бецалеля» существовали прежде всего в пространстве прикладного искусства, и для них было характерно внедрение в высокое искусство неканонических отраслей искусства — таких как декорирование и дизайн.
Молодые художники осознавали растущий разрыв между школой «Бецалель» и международным миром искусства. Радикальную попытку закрыть студентов от внешнего мира путём закрытия библиотеки в школе Бецалель предпринял Борис Шац поскольку он боялся, что именно через неё проникнет негативное влияние.
В критической статье, опубликованной в 1928 году, писалось, что в отличие от последователей школы «Бецалель» художники-модернисты «рисуют землю Израиля с любовью и желанием понять и уловить её цвета и линии в соответствии с господствующими тенденциями в современном мире искусства».
Израильский искусствовед Игаль Залмона представил противостояние между художниками школы «Бецалель» и «бунтующими» художниками, как противостояние двух точек зрения — «эмигрантов» и «туземцев». «Старожилы» школы «Бецалель» настаивало на создании национального искусства, ориентированного на символы иудео-европейского прошлого. Европейский еврейский средний класс поддерживал старожилов, многие заказы на произведения искусства, выходящие из его мастерских, поступали от консервативных и реформистских евреев Соединенных Штатов.
Бунтари хотели интегрироваться в мир европейского искусства, при этом рассматривали создание местной еврейской культуры как центральную потребность, и эта точка зрения совпадала с духом израильского рабочего движения. Многие из них находились под влиянием европейского авангарда, с которым они сталкивались в различных сферах, особенно во Франции. Эти художники, по утверждению Залмоны, хотели создать реальность Земли Израиля своего времени в рамках авангарда.

## От Иерусалима до Тель-Авива — развитие Центра искусства Земли Израиля

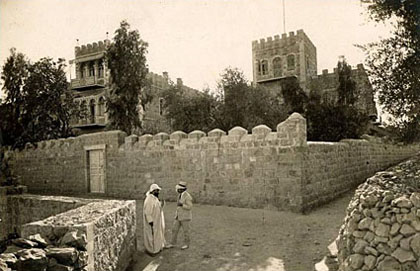
Здания Бецалель, Иерусалим, 1909 год.

Основание школы «Бецалель» в Иерусалиме в 1906 году создало в Иерусалиме центр искусства и культуры, аналогов которому ещё никогда не было в Земле Израиля. Люди «Бецалеля» надеялись и дальше развивать школу как художественный и идеологический центр. Символом этого стало открытие в 1925 году Национального музея Бецалель.
В эти годы молодые художники из Земли Израиля не были представлены на выставках, которые полностью сосредоточились на исторических художественных свидетельствах националистического послания, соответствующего школе «Бецалель» (идеалогия Бориса Шаца). К середине 1920-х годов статус Бецалеля в глазах общественности серьёзно ухудшился. Свидетелем этого можно увидеть в письме Мордехая Наркиса Борису Шацу в 1927 году, в котором он сообщает, что газеты «Земли Израиля» искоренили название школы Бецалель из своих статей.
Параллельно с движением Бецалелем в начале 1920-х годов в Иерусалиме начала действовать группа независимых художников, создавших свою Ассоциацию еврейских художников. Задачей этой ассоциации была организация независимых выставок. Помимо этого были организованы частные выставки в различных местах города, таких как «Менора» (Иосиф Зарицкий), Отель «Амдурский» (Абрахам Нойман), Школа «Ламель» (Батья Лещинский, Ариэль Аллвейл) и другие.
В отличие от Иерусалима, быстрое развитие города Тель-Авива в течение этого десятилетия, особенно в годы Четвертой алии (1924—1931), способствовало возникновению сообщества художников модернистской ориентации, далекого от исторического багажа Святого города. Положение Иерусалима как центра искусства было отвергнуто. По словам Йоны Фишера, выставка современных картин, организованная в Школе для мальчиков в Иерусалиме в 1926 году, ознаменовала конец конкуренции между этими двумя центрами.
Одним из первых признаков художественной деятельности в Тель-Авиве стало открытие в 1923 году школы живописи и архитектуры в доме Йозефа Берлина на улице Грузенберг. В течение этого десятилетия большинство крупных художников переехали в Тель-Авив.
Тем не менее, подход «Бецалель» оставался популярным в архитектуре и архитектурном декоре. Это отразилось в адаптации «эклектического стиля», в котором были спроектированы многие здания Тель-Авива того периода. В большинстве из них использовалась керамогранитная плитка, глазурованная в стиле Бецалель.
Одним из основных спонсоров изобразительного искусства в Тель-Авиве был предприниматель Яаков Переман, основавший кооператив художников «Ха-Томер».
В 1920 году Переман открыл «Первую художественную выставку в Земле Израиля», на которой экспонировались различные произведения, в том числе и художников кооператива.
В 1921—1922 годах Переман основал и руководил первой в Тель-Авиве художественной галереей под названием «Постоянная художественная выставка в Земле Израиля» в выставочном зале в Неве-Шаанан. В этой галерее были выставлены:
- модернистские произведения, привезенные Переманом из Восточной Европы
- модернистские произведения художников Земли Израиля
- работы художников школы «Бецалель».

По словам Батии Доннера, «галерейная деятельность Перемана была одновременно дополнением и альтернативой деятельности „Бецалеля“».
С 1923 по 1928 год Выставка художников Земли Израиля проводилась в Башне Давида в Старом городе Иерусалима. Организаторами выступали Иосиф Зарицкий, Леви Шмуэль, Авраам Мельников и другие.

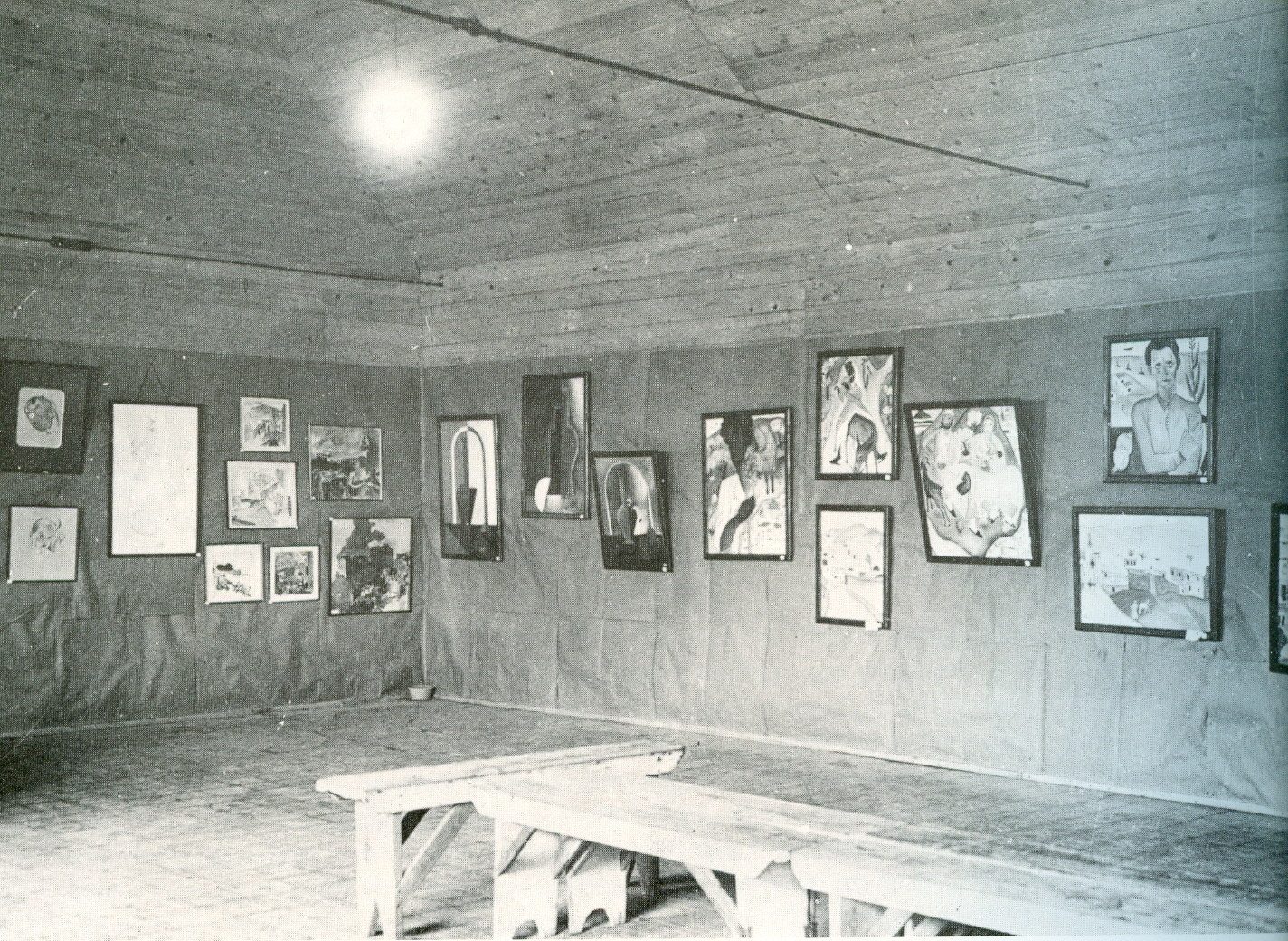
Выставка «Современные художники» в театре Охель в Тель-Авиве.

14 января 1926 года в ангаре театра «Ха-Охель» (ивр. האוהל‎, «Шатер») открылась «Выставка современных художников». Поэт Авраам Шлонский выступил на открытии выставки с речью, в которой предположил, что открытие стало знаковым событием в эволюции еврейской культуры. Эта выставка, а также две дополнительные выставки, состоявшиеся в «Ха-Оэле» до 1928 года, были восприняты израильскими искусствоведами как событие, установившее гегемонию Тель-Авива в культурной жизни страны.
В конце 1929 года в квартире на улице Алленби в Тель-Авиве состоялась выставка группы художников, известной как «Эгед» (ивр. אגד‎, «Объединение»). Были представлены работы таких художников, как Сиона Таггер, Хана Орлова, Реувен Рубин и другие.
На другой выставке под названием «Масад» (ивр. מסד‎, «Фундамент»), проходившей в этот период в Тель-Авиве, были представлены более молодые художники, в том числе Аарон Привер, Менахем Шеми, Исраэль Палди, Авигдор Стемацкий и другие.

## Модернизм в Земле Израиля в 1920-е годы
В 1920-е годы многие молодые художники Земли Израиля познакомились с современным искусством и европейским авангардом. Многие уехали на ограниченный период учиться в Европу, в первую очередь во Францию, которая в то время считалась центром искусства, а также в Германию и другие места.
Различные модернистские влияния включали:
- постмодернистские влияния в отношении цвета и способа его нанесения на холст
- смягчающие влияния кубизма и экспрессионизма
- тенденцию к примитивизму
- авангард и абстракционизм (в отличие от европейских художников, лишь незначительное меньшинство художников Земли Израиля склонялось в своих работах этим течениям.

В то же время общий настрой требовал выражения реалистического опыта жизни в Земле Израиля, соединения в своем творчестве Востока и Запада.
Среди выдающихся художников того периода был скульптор Авраам Мельников, предложивший ориентироваться на древнее восточное искусство взамен художественных форм, импортированных из Европы. Его ориентир соответствовал господствовавшей в Бецалеле философии времен Бориса Шаца и Лилиен.
Мельников утверждал:

евреи были отрезаны от фигуративного искусства, и для этого есть много причин, но главная причина в том, что основы европейского искусства — греко-римские […] и всякий раз, когда Афины были единственным источником европейского искусства, евреи инстинктивно наблюдали со стороны.
«Школа Земли Израиля», или «Стиль Земли Израиля», была создана группой художников, которые вставляли в свои работы символы реальности Земли Израиля, которые также можно интерпретировать как мистические символы. В их работах мы видим изображения дикой природы Земли Израиля, и образы из восточной экзотики (арабские или ближневосточные фигуры).
В таких работах, как «Женщина, несущая сноп» (1926) и «Отдых в полдень» (1926) Нахума Гутмана, обитатели Ближнего Востока связаны с природой, подчёркнута их монументальность и чувственность.
Похожий стиль можно увидеть в работе Исраэля Палди «Арабские моряки» (1928).
Картина Пинхаса Литвиновского «Араб с цветком» (1926) сочетает в себе модернизм (построении композиции, плоскостность) и романтизм в изображении Ближнего Востока.
В произведениях Реувена Рубина мы видим наряду с деятелями Ближнего Востока также изображения образа жизни евреев Земли Израиля. В его картинах, таких как «Софи» (1924) или «Танцовщицы Мерона» (1926), тогда тенденция к плоскостности и декоративности очень очевидна. В этих работах Рубин отождествляет еврейство Земли Израиля с ближневосточными корнями, что проявляется в большом количестве йеменских или арабских фигур, а также в изображениях ландшафта или листвы Земли Израиля.
Уже в 1920-е годы этот вид искусства был объектом критики. Ури Цви Гринберг, например, отверг символическое изображение, которое можно было увидеть в произведениях многих художников того времени. По мнению Гринберга, такой художник «вытащил араба с рынка и его осла за ухо на холст».
Художник Хаим Гликсберг в 1923 году также описывал неправильное использование художниками этого мотива: „Наши картины потрясали мир, занимали огромные холсты, были иллюстрациями, написанными в декоративном стиле без всякой попытки решения художественных задач, так как главным был сюжет“ и содержание: внешнее изображение Земли Израиля. Холст и краска служили лишь средством всего этого: недаром каждого, кто переносил пионера, верблюда, осла или арабскую деревню на холст, считали израильским художником».
Одним из художников, отвергших символическое изображение Земли Израиля, был Иосиф Зарицкий. В этот период он написал большое количество акварельных пейзажей в светлых тонах. Его художественное творчество постепенно становилось более свободным в своем стиле. Если в картине «Иерусалимские ворота Хабашим» (1923), ещё можно увидеть стремление к дотошному описанию природы, то в его поздних работах обнаруживается экспрессивная тенденция («Хайфа, Технион» (1924), «Иерусалим, Нахалат Шива» (1924)). Зарицкий использует деревья и линии как выразительный прием разделения формата на отдельные области (городские пейзажи Иерусалима и Цфата).
Влияние французского модернизма и сочетание кубизма и реализма можно увидеть у Сионы Таггер («Поезд, проходящий через Неве-Цедек» (1928)). Тенденция к геометрическому описанию проявляется в монохроматически окрашенных поверхностях, которые сочетаются с реалистичным изображением городской жизни развивающегося Тель-Авива.
В работах Ханы Орловой и Арье Любина, возможно, больше, чем у любого другого художника того периода, мы можем видеть влияние синтетического кубизма и тенденции к использованию геометрических форм.